# Reginald Parker
Reginald Parker (ur. 8 maja 1916 w stanie Queensland, zm. 5 kwietnia 1966 tamże) – australijski strzelec, olimpijczyk.
Wystąpił na igrzyskach olimpijskich w Londynie (1948), gdzie wystąpił w jednej konkurencji. Zajął 30. miejsce w karabinie dowolnym w trzech postawach z 300 metrów (startowało 36 zawodników).

## Wyniki olimpijskie
| Igrzyska | Konkurencja                          | Wynik                  | Miejsce | Źródło |
| -------- | ------------------------------------ | ---------------------- | ------- | ------ |
| IO 1948  | Karabin dowolny, trzy postawy, 300 m | 926 pkt. (359-281-286) | 30      | [ 1 ]  |